# Hynčice nad Moravou
Hynčice nad Moravou (německy Heinzendorf an der March) jsou součástí obce Hanušovice v okrese Šumperk.

## Poloha
Hynčický katastr o rozloze 486 hektarů je vyplněn Hanušovickou vrchovinou a kopcem Pršná dosahuje výšky 642 metrů nad mořem. Na západě je lemován tokem řeky Moravy, na severu jejím přítokem Brannou. Vesnice má střední nadmořskou výšku 527 metrů. Prochází jí červená turistická trasa, která v daném úseku propojuje Hanušovice s Loučnou nad Desnou.

## Historie

Členění Hanušovic

V písemných pramenech se vesnice poprvé připomíná k roku 1417. Původně byla poplatná do Šumperka, ale zřejmě od sedmdesátých let 16. století náležela k velkolosinskému panství. Podle lánového rejstříku měla v roce 1677 12 usedlíků, v roce 1834 již 41 domů a 270 obyvatel.
Po roce 1848 připadly Hynčice ke staroměstskému soudnímu okresu v šumperském hejtmanství. Obyvatelé se živili zemědělstvím a prací v lese, ve vesnici byla jen pila a mlýn. Mnozí nacházeli obživu v továrnách v sousedních Hanušovicích. Přítomnost průmyslového dělnictva byla rozhodující pro dominantní postavení německé sociální demokracie v politickém životě vesnice, a to i před rokem 1938. Již počátkem 19. století docházel do Hynčic učitel z Kopřivné, vyučování v samostatné škole začalo až v roce 1860. Po druhé světové válce ještě zesílila vazba na sousední Hanušovice. Na hynčických pozemcích začal v roce 1949 hospodařit Státní statek Hanušovice a v sousedním městě Hynčičtí postupně nacházeli veškerou občanskou vybavenost. V roce 1990 zde zůstala pouze prodejna se smíšeným zbožím, která i ta později ukončila svou činnost. Po zániku státního statku se v Hynčicích rozvinul chov koní a bývalý statek přešel do soukromých rukou. Nyní jsou zde dvě restaurační zařízení, přičemž jen jedno má pravidelný provoz.
Počet obyvatel se v obci od poloviny 19. století neustále snižoval. Maxima 395 osob bylo dosaženo v roce 1880. V roce 1900 žilo ve 45 domech 353 obyvatel vesměs německé národnosti, v roce 1930 bylo mezi 342 obyvateli jen pět Čechů. Odsunem německého obyvatelstva po druhé světové válce byl do roku 1950 způsoben pokles na 176 osob ve 40 domech a sčítáním v roce 1991 bylo v Hynčicích nad Moravou zjištěno již jen 115 osob a 24 domů.
| Rok            | 1869 | 1880 | 1890 | 1900 | 1910 | 1921 | 1930 | 1950 | 1961 | 1970 | 1980 | 1991 | 2001 | 2011 | 2021 |
| -------------- | ---- | ---- | ---- | ---- | ---- | ---- | ---- | ---- | ---- | ---- | ---- | ---- | ---- | ---- | ---- |
| Počet obyvatel | 348  | 395  | 401  | 353  | 392  | 347  | 342  | 176  | 207  | 181  | 141  | 115  | 92   | 98   | 91   |

## Kulturní památky
V katastru obce jsou evidovány tyto kulturní památky:
- Kaple Navštívení Panny Marie – rustikální pozdně barokní z roku 1754 s předsíní z 2. poloviny 19. století. Podélná stavba s pravoúhlým závěrem, zvlněným volutovým štítem a obdélnou předsíní.